# Stazione di Numabukuro
La stazione di Numabukuro (沼袋駅?, Numabukuro-eki) è una stazione ferroviaria di Tokyo del quartiere di Nakano, servita dalla linea Shinjuku delle Ferrovie Seibu. Fermano solo treni locali.

## Linee
Ferrovie Seibu
● Linea Seibu Shinjuku

## Struttura
La stazione si trova in superficie ed è dotata di due marciapiedi laterali con due binari passanti, oltre a due binari in piena linea all'interno di essi per il transito rapido dei treni che non fermano. Le banchine possono accogliere treni da 8 casse. In futuro la stazione verrà interrata per eliminare numerosi passaggi a livello presenti lungo il percorso della linea.
| 1 | ● Linea Seibu Shinjuku | per Takadanobaba e Seibu-Shinjuku              |
| 2 | ● Linea Seibu Shinjuku | per Tanashi, Tokorozawa, Haijima e Hon-Kawagoe |

## Progetti in corso
La sezione di 2,4 km fra Nakai e Nogata sta venendo al momento interrata per migliorare il traffico sia ferroviario che stradale, grazie alla conseguente chiusura di 7 passaggi a livello. In base al progetto presentato il 1º febbraio 2010, questa stazione verrà realizzata sottoterra e disporrà di due marciapiedi a isola con quattro binari passanti (della lunghezza di 170 metri).。
Non è stata comunque data alcuna conferma sulla possibile fermata di treni rapidi presso la nuova stazione.

## Stazioni adiacenti
| «                    | Servizio                | »                    |
| Linea Seibu Shinjuku | Linea Seibu Shinjuku    | Linea Seibu Shinjuku |
| -------------------- | ----------------------- | -------------------- |
| Araiyakushimae       | Locale                  | Nogata               |
| Transito             | Semiespresso            | Transito             |
| Transito             | Espresso                | Transito             |
| Transito             | Espresso pendolari      | Transito             |
| Transito             | Espresso Limitato Koedo | Transito             |